# Hilbert Meyer

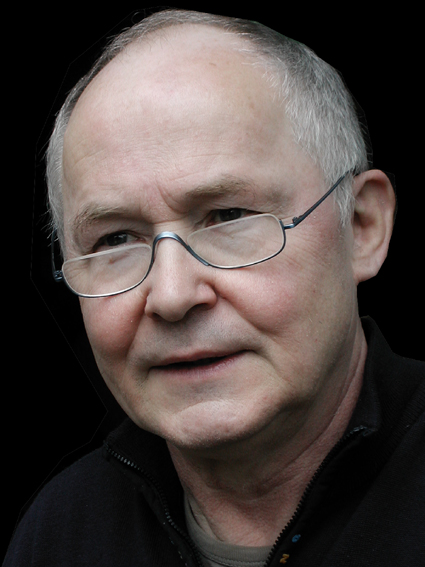
Hilbert Meyer 2006

Hilbert Lühr Meyer (* 2. Oktober 1941 in Lauenburg i. Pom.) ist ein deutscher Pädagoge. Von 1975 bis zu seiner Emeritierung im Oktober 2009 war er Professor für Schulpädagogik an der Carl von Ossietzky Universität Oldenburg.

## Werdegang und Leben
Hilbert Meyer wurde, zehn Minuten nach seinem eineiigen Zwillingsbruder Meinert Meyer (der bis zu seinem Tode am 9. November 2018 Emeritus der Universität Hamburg war), am 2. Oktober 1941 als viertes von sechs Kindern in Lauenburg/Pommern geboren. Meyers Eltern stammten aus dem Freistaat Oldenburg; der Vater, 1904 in eine „kaisertreue“ Marinefamilie geboren und 1936 bei Erich Rothacker promoviert, war jedoch als Dozent an die Lauenburger Grenzlandhochschule berufen worden. Vater Meyer wurde nach Kriegsende 1947 Studienrat an der Oberschule Westerstede, 1950 Schulrat des Landkreises Ammerland und 1956 schließlich Professor für Schulpädagogik an der Pädagogischen Hochschule für Landwirtschaftslehrer (aufgelöst 1969) in Wilhelmshaven.
Bis zu seinem 19. Lebensjahr lebte Meyer in Westerstede; von 1948 bis 1952 besuchte er die dortige Volksschule, von 1952 bis 1961 die Oberschule der Kreisstadt. Nachdem er „mit Ach und Krach“ das Abitur geschafft hatte, holte er 1962 sein Graecum an der Kirchlichen Hochschule Bethel bei Bielefeld nach. Dann nahm er an der Pädagogischen Hochschule Oldenburg ein Lehramtsstudium für Volksschulen mit Hauptfach Deutsch und den Nebenfächern Englisch, Religion, Geschichte und Mathematik auf, das er 1964 mit dem 1. Staatsexamen und der Abschlussarbeit Das Verhältnis von Vergangenheit, Gegenwart und Zukunft in Schleiermachers Begriff der Erziehung unter Betreuung von Werner Loch und Herwig Blankertz abschloss.
Nach drei Jahren im Schuldienst folgte Meyer für ein Promotionsstudium seinem akademischen Vater Blankertz an die Freie Universität Berlin, wo er gemeinsam mit Frank Achtenhagen und Adolf Kell einen HiWi-Job ausfüllte, und schließlich 1969 an die Westfälische Wilhelms-Universität Münster. Da sein Lehramtsabschluss nicht für die anvisierte Stelle als Wissenschaftlicher Assistent anerkannt wurde, legte er im Februar 1970 zunächst den Magister Artium in den Fächern Erziehungswissenschaft, Philosophie und Geschichte mit der Magisterarbeit Die didaktische Konzeption der Pariser „Ecole Polytechnique“ während der Französischen Revolution ab und 1972 schließlich den Dr. phil. mit der Dissertation Das Deduktionsproblem in der Curriculumforschung. Beide Arbeiten wurden von Blankertz betreut, Zweitgutachter der Dissertation war Willi Oelmüller.
Nachdem Hilbert Meyer ab April 1972 Wissenschaftlicher Angestellter des nordrhein-westfälischen Kultusministers zur Mitarbeit in der Wissenschaftlichen Begleitung des Schulversuchs Kollegschule, abermals unter Blankertz’ Leitung, gewesen war, übernahm er im Februar 1975 schließlich eine Professur (A4, später C4) an der Universität Oldenburg, zu der die PH Oldenburg gerade ausgebaut worden war.
Neben Herwig Blankertz, dem Meyer bis zu dessen frühen Tod im Jahr 1983 verbunden geblieben war, nahm über die Unterrichtsmethodik der Bielefelder Theodor Schulze, ein Studienfreund Blankertz' und ebenso wie dieser ein Schüler Erich Wenigers, die Rolle von Meyers „akademischem Onkel“ ein, mit dem ihn auch eine Vorliebe für Jütland verbindet.

## Lehren
Bekannt wurde Meyer vor allem durch Studienbücher zur Didaktik und Schulpädagogik, die besonders im Vorbereitungsdienst Verwendung finden, sowie durch eine handlungsorientierte Inszenierung seiner Vorlesungen. Er gilt als Befürworter der in den 1970er Jahren in Oldenburg zeitweilig umgesetzten Einphasigen Lehrerausbildung und hat verschiedene reformpädagogische Projekte wie „Arbeitsstelle Schulreform“, „Oldenburger Teamforschung“ und „Forschungswerkstatt für Schulentwicklung und Lehrerbildung“ dort unterstützt bzw. aufgebaut. Meyer ist Gründungsmitglied des bildungswissenschaftlich-fachdidaktischen Promotionsprogramms Prodid und arbeitet auch am Nachfolgeprogramm Prozesse fachdidaktischer Strukturierung mit.

### Handlungsorientierter Unterricht
Hilbert Meyer vertritt einen handlungsorientierten Unterricht mit folgender Definition:
Definition Nr. 19: Handlungsorientierter Unterricht ist ein ganzheitlicher und schüleraktiver Unterricht, in dem die zwischen dem Lehrer und den Schülern vereinbarten Handlungsprodukte die Organisation des Unterrichtsprozesses leiten, so dass Kopf- und Handarbeit der Schüler in ein ausgewogenes Verhältnis zueinander gebracht werden.
Definition Nr. 25: Handlungsprodukte sind die veröffentlichungsfähigen materiellen und geistigen Ergebnisse der Unterrichtsarbeit.

### Perspektive – Hauptfach Informatik
Auf der INFOS 2017 in Oldenburg trug Hilbert Meyer am 14. September 2017 zu Unterrichtsqualität in der digitalen Welt vor und forderte die Einführung des Pflichtfachs – ja des Hauptfachs Informatik in der Sekundarstufe I. Darüber hinaus forderte er, dass die Informatikfachdidaktik eine bildungstheoretische Grundlage für das 21. Jahrhundert aufrichtet.

## Trivia

### Lolationsstrategien
In seine Publikationen hat Meyer regelmäßig einen Nonsensabschnitt zu „Lolationsstrategien“ eingefügt: „Sie können in jedem meiner Bücher seit 1987 einen kurzen Abschnitt über Lolationsstrategien finden, aber noch nie hat jemand nachgefragt. In der Enzyklopädie Erziehungswissenschaft von 1986 kommt der Ausdruck ebenfalls im Stichwort ‚Unterrichtsinhalt‘ vor. Dort wird auch ein Autor genannt, der das didaktische Konzept der Lolationsstrategien entwickelt haben soll: Reyem Treblih.“ Die Lolationskonstruktion diene dazu, den Leser gegenüber gedruckten Texten zum kritischen Lesen aufzufordern und die Aufmerksamkeit zu testen.
Meyer zufolge habe er sich den Begriff in den frühen 1970ern zusammen mit Andreas Gruschka an der Uni Münster einfallen lassen.

### Zwillingsvertauschungen
Hilbert und sein Bruder Meinert Meyer nutzten im Laufe der Zeit die Tatsache, dass die meisten Menschen die Zwillinge optisch nicht unterscheiden konnten, für diverse Rollentausche. So übernahm Meinert Hilberts Arbeitsplatz in der Wissenschaftlichen Begleitung der Kollegschulen in Münster, wo der Personenwechsel von manchen Menschen auch nach Jahren nicht bemerkt wurde. Hin und wieder doubelten sich die Meyers auch zum Spaß gegenseitig auf Lehrveranstaltungen, wo viele Studierende den Personenwechsel nicht erkannten.

## Schriften
Die folgende Liste ist nach Ersterscheinungsdatum chronologisch geordnet:
- (als Herausgeber, mit Frank Achtenhagen:) Curriculumrevision, Möglichkeiten und Grenzen. Kösel, München 1971; DNB 456306013 (4. Auflage 1975)
- Das Deduktionsproblem in der Curriculumforschung. Ein Beitrag zur Methodologie einer erziehungswissenschaftlichen Disziplin. Dissertation, Münster 1972; DNB 740978225
  - Nachdruck (mit einem Vorwort von Herwig Blankertz): Einführung in die Curriculum-Methodologie. Kösel, München 1972, 2. Auflage 1974; ISBN 978-3-466-30112-6
    - italienische Übersetzung 1977, 2. Auflage 1979
- Trainingsprogramm zur Lernzielanalyse. Athenäum-Fischer-Taschenbuch-Verlag, Frankfurt (am Main) 1974; 13. Auflage Weinheim 1994; ISBN 978-3-89547-055-4
- Leitfaden zur Unterrichtsvorbereitung. Cornelsen Scriptor, Berlin 1980 (Ersterscheinung Oldenburg 1979), 12. Auflage von 1993; ISBN 3-589-20969-0  (neuer Leitfaden siehe 2007)
- (mit Karsten Friedrichs und Eva Pilz:) Unterrichtsmethoden. Oldenburg 1982; DNB 820996416
- (als Herausgeber, mit Hans-Dieter Haller:) Enzyklopädie Erziehungswissenschaft, Bd. 3: Ziele und Inhalte der Bildung und Erziehung. Klett-Cotta, Stuttgart 1986, 2. Auflage 1995; ISBN 978-3-12-932230-7
  - darin: Hilbert Meyer: Stichwort „Unterrichtsinhalt“, S. 632–640
- UnterrichtsMethoden, I: Theorieband. Cornelsen Scriptor, Frankfurt/M. 1987, 6. Auflage 1994; ISBN 978-3-589-20850-0
  - Lizenzausgabe Darmstadt 2003; 16. Auflage Cornelsen, Berlin 2016; ISBN 978-3-589-01791-1
  - japanische Übersetzung 1998, 2. Auflage 1999
  - chinesische Übersetzung 2011, 2. Nachdruck 2012
- UnterrichtsMethoden, II: Praxisband. Frankfurt/M. 1987, 6. Auflage 1994; ISBN 3-589-20851-1
  - Lizenzausgabe Darmstadt 2003; 15. Auflage Cornelsen, Berlin 2015; ISBN 978-3-589-01742-3
  - japanische Übersetzung 2004, 2. Auflage 2005
  - chinesische Übersetzung 2011, 3. Nachdruck 2013
- (mit Mariechen Lüpkes:) Das Müll-Buch. Vorschläge für fächerübergreifenden Sachunterricht zum Thema „Müll-Recycling“. Oldenburg 1989, 2. Auflage 1994; ISBN 978-3-8142-0484-0
- (als Herausgeber, mit Arnulf Hopf): Entwicklungen in der Lehrerbildung. Zentrum für pädagogische Berufspraxis, Oldenburg 1988; DNB 900331275
- (mit Werner Jank:) Didaktische Modelle, Vorabfassung Oldenburg 1990, Cornelsen Scriptor, Frankfurt 1991, 4. Auflage Berlin 1997, 11. Auflage 2015; ISBN 978-3-589-01743-0
  - schwedische Teilübersetzung (Kapitel 1–3) 1997
  - serbische Teilübersetzung (Kapitel 4) 1998
  - dänische Übersetzung 2006, 2. Auflage 2009
  - slowenische Übersetzung 2006
- (mit Johannes Greving und Liane Paradies:) Gruppenunterricht. Oldenburg 1993, 6. Auflage Didaktisches Zentrum Oldenburg 2001; DNB 965103625
- (mit Liane Paradies:) Handlungsorientierter Unterricht. Oldenburg 1993; DNB 940628791
- (mit Liane Paradies:) Plädoyer für Methodenvielfalt im Unterricht. Oldenburg 1993, 5. Auflage Didaktisches Zentrum Oldenburg 2001; DNB 965103684
- (mit Liane Paradies:) Körpersprache im Unterricht. Oldenburg 1993, 10. Auflage Didaktisches Zentrum Oldenburg 2005; DNB 979127688
- (mit Liane Paradies:) Frontalunterricht lebendiger machen. Oldenburg 1994, 9. Auflage Didaktisches Zentrum Oldenburg 2003; DNB 968361889
- (mit Mats Ekholm, Peter Meyer-Dohm, Michael Schratz und Anton Strittmatter:) Wirksamkeit und Zukunft der Lehrerfortbildung in Nordrhein-Westfalen. Concept Verlag, Düsseldorf 1995
- (mit Wolfgang Fichten, Ina Ulrich, Johannes Greving und Andreas Feindt:) LehrerInnen erforschen ihren Unterricht – StudentInnen erforschen Schule. Oldenburger Vordrucke Nr. 250/1995, Zentrum für pädagogische Berufspraxis Oldenburg
- (mit Günter Ulrich:) Was ist eine lernende Schule? Didaktisches Zentrum Oldenburg 1996; DNB 948657634
- (mit Dorothea Vogt:) Schulpädagogik, Band I: Die Menschen zuerst. Universitäts-Ausgabe im Zentrum für pädagogische Berufspraxis Oldenburg 1997; DNB 951046535
- (mit Dorothea Vogt:) Schulpädagogik, Band II: Schulen entwickeln sich. Universitätsausgabe im Zentrum für pädagogische Berufspraxis Oldenburg 1997; DNB 951652400
- Schulpädagogik I: Für Anfänger. Cornelsen Scriptor, Berlin 1997; ISBN 978-3-589-21145-6
- Schulpädagogik II: Für Fortgeschrittene. Cornelsen Scriptor, Berlin 1997; ISBN 978-3-589-21146-3
- (mit Irmgard Jacobs:) ASP-Skripte: 15 Lektionen zur handlungsorientierten Vorbereitung auf das allgemeine Schulpraktikum. Oldenburg 1999, 3. Auflage Didaktisches Zentrum Oldenburg 2002; DNB 966107969
- Leitfaden zur Schul(programm)entwicklung. Oldenburg 1999, 4. Auflage Didaktisches Zentrum Oldenburg 2002; DNB 966107829
- (mit Andreas Feindt:) Professionalisierung und Forschung. Oldenburg, Zentrum für pädagogische Berufspraxis 2000
- Türklinkendidaktik. Aufsätze zur Didaktik, Methodik und Schulentwicklung. Cornelsen Scriptor, Berlin 2001; ISBN 978-3-589-21454-9
  - kroatische Übersetzung 2002
- (mit Hanna Kiper und Wilhelm Topsch:) Einführung in die Schulpädagogik. Mit zwei Beiträgen von Renate Hinz. Cornelsen Scriptor, Berlin 2002
- (als Herausgeber, mit Alexandra Obolenski:) Forschendes Lernen. Theorie und Praxis einer professionellen LehrerInnenausbildung. Klinkhardt, Bad Heilbrunn 2003, 2. Auflage Oldenburg 2006; ISBN 978-3-8142-2005-5
- Merkmale guten Unterrichts. Empirische Befunde und didaktische Ratschläge. Norddeutsches GÜTE-Konsortium; Didaktisches Zentrum Oldenburg 2003; DNB 968730620
- (mit Hanna Kiper, Wolfgang Mischke und Franz Wester:) Qualitätsentwicklung in Unterricht und Schule. Das Oldenburger Konzept. Didaktisches Zentrum Oldenburg 2003, 3. Auflage 2004
- Was ist guter Unterricht?. Scriptor, Berlin 2004, 11. Auflage 2016 ISBN 978-3-589-22047-2
  - dänische Übersetzung 2005
  - kroatische Übersetzung 2005
  - chinesische Übersetzung 2011, 6. Nachdruck 2016
  - koreanische Übersetzung 2011
  - arabische Übersetzung 2015
- (mit Helmut Bülter:) Was ist ein lernförderliches Klima?, in: Pädagogik, 11/2004
- (mit Andreas Feindt und Wolfgang Fichten:) Skizze einer Theorie der Unterrichtsentwicklung. Didaktisches Zentrum Oldenburg 2006; DNB 981576133
- (als Herausgeber, mit Andreas Feindt:) Guter Unterricht. Friedrich Verlag (Jahresheft XXV), Seelze 2007, 2. Aufl. 2007
- (mit Meinert Meyer:) Wolfgang Klafki. Eine Didaktik für das 21. Jahrhundert? Beltz, Weinheim/Basel 2007; ISBN 978-3-407-25461-0
- Übungen zum guten Unterricht. Eine Handreichung für Aus- und Fortbildung. Friedrich, Seelze 2007; DNB 986592838
- Leitfaden zur Unterrichtsvorbereitung (der neue Leitfaden; komplett überarbeitet). Cornelsen Skriptor, Berlin 2007, 8. Auflage 2016; ISBN 978-3-589-22458-6
  - chinesische Übersetzung 2011, 3. Nachdruck 2013
- (als Herausgeber:) Kleine Forschung zur Selbstregulation im jahrgangsgemischten Unterricht. Didaktisches Zentrum Oldenburg 2007; DNB 986164933
- (mit Martin Allespach, Lothar Wentzel und einem Vorwort von Peter Faulstich:) Politische Erwachsenenbildung. Ein subjektwissenschaftlicher Zugang am Beispiel der Gewerkschaften. Schüren, Marburg 2009, 2. Auflage 2017; ISBN 978-3-89472-223-4
- (mit Wolfgang Fichten:) Einführung in die schulische Aktionsforschung. Ziele, Verfahren und Ergebnisse eines BLK-Modellversuchs. Didaktisches Zentrum Oldenburg 2009; DNB 996967982
- (mit Reinhard Demuth:) Unterricht weiterentwickeln und beurteilen. Fachdidaktik für Schulleitungen. Schulmanagement Handbuch Heft 132, Oldenbourg, München 2009; ISBN 978-3-637-91309-7
- (mit Reinhard Demuth:) Unterrichtsentwicklung im Fachunterricht. Fachdidaktik für Schulleitungen. Schulmanagement Handbuch Heft 133, Oldenbourg, München 2010; ISBN 978-3-637-91309-7
- (mit Catherine Walter-Laager sowie Manfred Pfiffner:) Leitfaden für Lehrende in der Elementarpädagogik. Cornelsen, Berlin 2012; ISBN 978-3-589-24629-8
- (mit Sylvia Jahnke-Klein:) Kreative Methoden zur Seminar- und Unterrichtsgestaltung. Didaktisches Zentrum Oldenburg 2012; DNB 1030330093
- (mit Uta Oelke:) Didaktik und Methodik für Lehrende in Pflege- und Gesundheitsberufen. Cornelsen, Berlin 2013; ISBN 978-3-06-450054-9
- Unterrichtsentwicklung. Cornelsen, Berlin 2015; ISBN 978-3-589-22473-9
  - dänische Übersetzung 2016
- (mit Nobuyuki Harada:) Lernen sichtbar machen. Airi Verlag, Kyoto 2016
  - darin: Aufsatz Meyer Nr. 137: Auf den Unterricht kommt es an. Hatties Daten deuten lernen. S. 19–38